# Вежбінек (гміна)
Гміна Вежбінек (пол. Gmina Wierzbinek) — сільська гміна у північно-західній Польщі. Належить до Конінського повіту Великопольського воєводства.
Станом на 31 грудня 2011 у гміні проживало 7638 осіб.

## Територія
Згідно з даними за 2007 рік площа гміни становила 148.05 км², у тому числі:
- орні землі: 81.00%
- ліси: 11.00%

Таким чином, площа гміни становить 9.38% площі повіту.

## Населення
Станом на 31 грудня 2011:
| Опис     | Загалом | Загалом | Чоловіки | Чоловіки | Жінки | Жінки |
| -------- | ------- | ------- | -------- | -------- | ----- | ----- |
| одиниця  | осіб    | %       | осіб     | %        | осіб  | %     |
| все      | 7638    | 100     | 3862     | 50.56    | 3776  | 49.44 |
| міське   | 0       | 100     | 0        |          | 0     |       |
| сільське | 7638    | 100     | 3862     | 50.56    | 3776  | 49.44 |

## Сусідні гміни
Гміна Вежбінек межує з такими гмінами: Баб'як, Пйотркув-Куявський, Скульськ, Слесін, Сомпольно, Топулька.